# Henrique de Coimbra

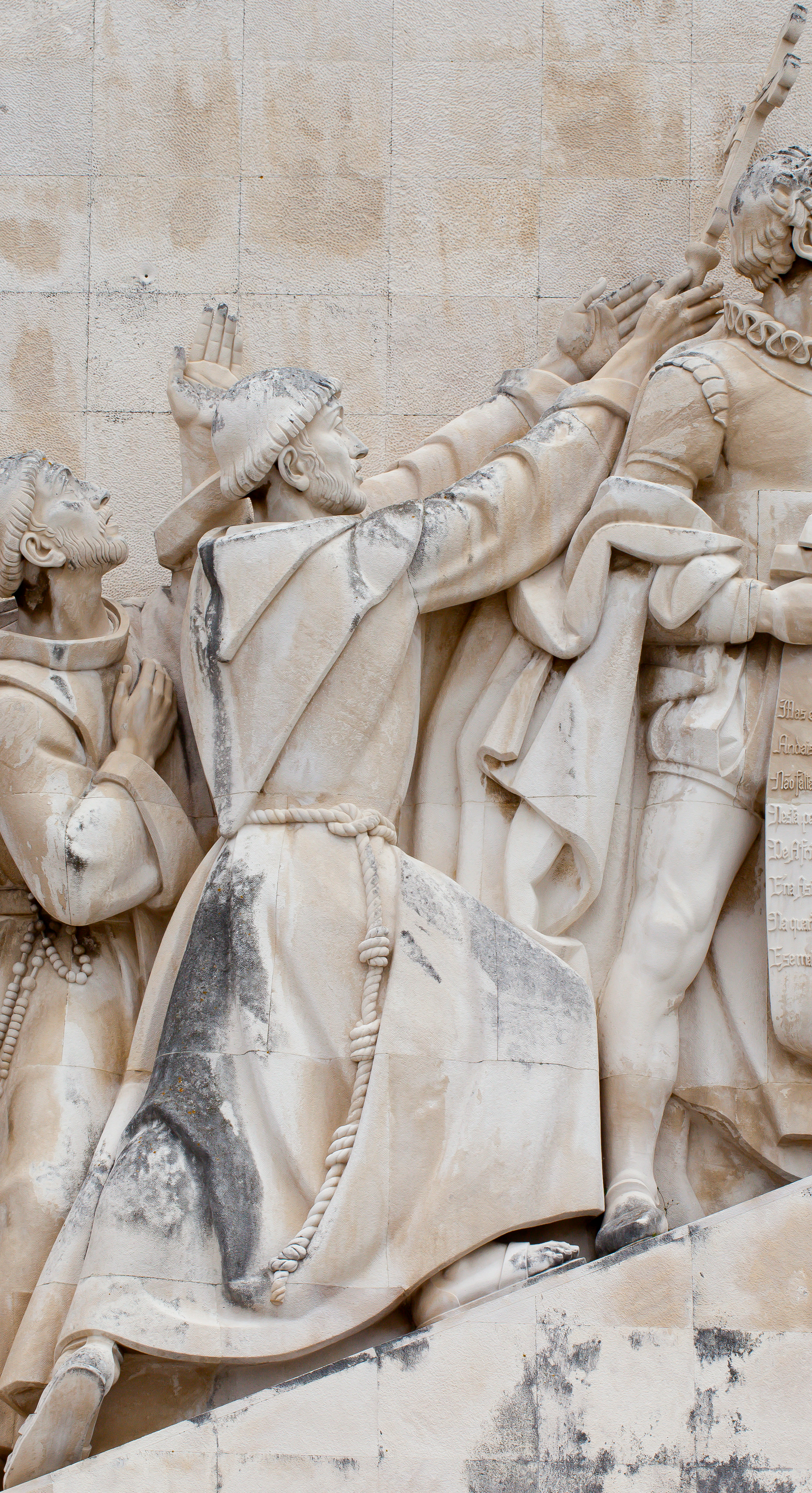
Bildnis von Frei Henrique de Coimbra auf dem Padrão dos Descobrimentos in Lissabon, Portugal

Henrique Alvari de Coimbra OFM (* etwa 1465 in Coimbra; † 14. September 1532 in Olivenza) war portugiesischer Ordensgeistlicher und Missionar.

Wappen von Henrique de Coimbra

Frei Henrique de Coimbra war Beichtvater von König Johann II. von Portugal und im Kloster in Setúbal, ferner lebte er im ersten Franziskanerkloster in Portugal, in Alenquer. Er gehörte zur observanten Richtung des Franziskanerordens, die eine strenge Auslegung der Ordensregeln verfolgte. Auf der Expedition von Pedro Álvares Cabral war Henrique de Coimbra der Leiter der Missionare. Als Cabral Brasilien entdeckte, zelebrierte Coimbra am 26. April 1500 die erste heilige Messe in dem Land. Als sie nach Indien weiterreisten, wurden fünf der acht Missionare in Kozhikode getötet. Aufgrund des Scheiterns der Mission kehrte Henrique de Coimbra nach Portugal zurück.

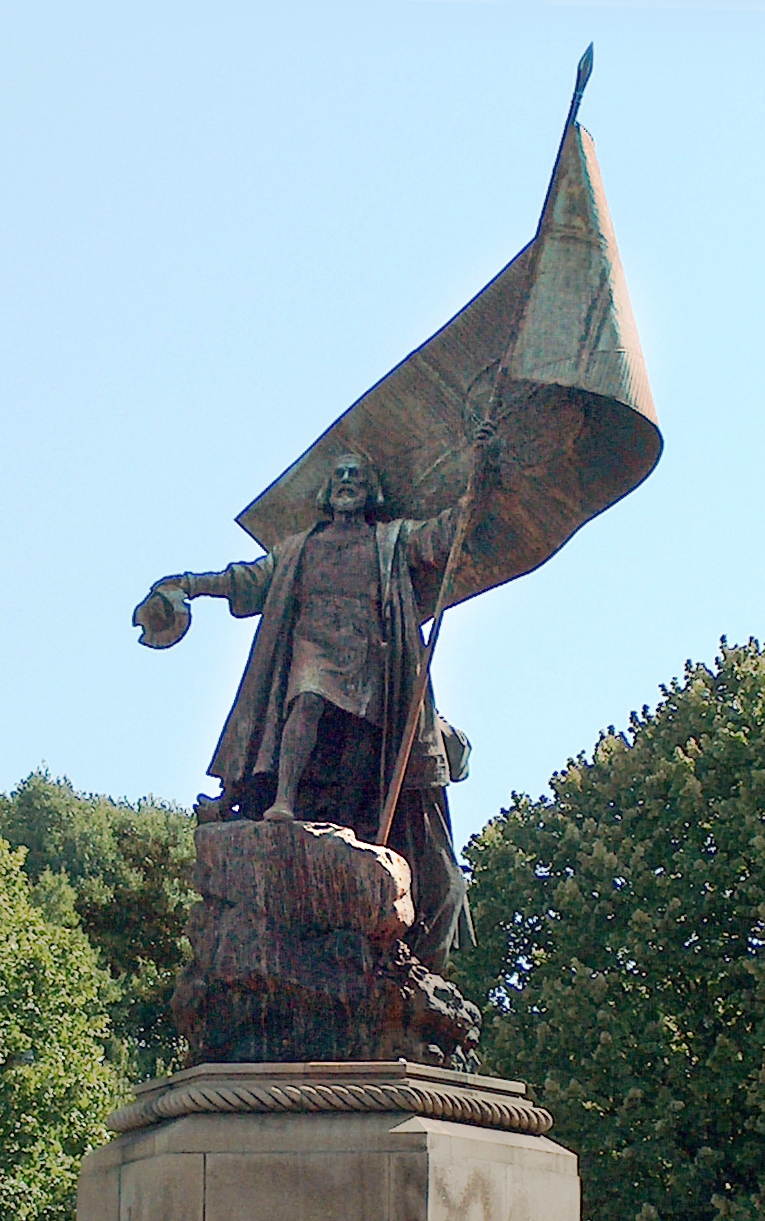
Statue in Lissabon, 1941

Manuel I. von Portugal wählte ihn zum Bischof von Ceuta. Er war Primas von Afrika und Apostolischer Administrator von Valenca. Am 30. Januar 1506 bestätigte Papst Julius II. die Ernennung. 1512 erzielte er eine Vereinbarung mit dem Erzbischof von Braga, Diogo de Sousa, die zur Eingliederung von Olivença in das Gebiet der Diözese Ceuta führte. In Olivença gründete er den Sitz seines Bistums. An diesem Ort errichtete Henrique de Coimbra den Bischofspalast, den Hof und das Gefängnis sowie die Kirche Santa Maria Madalena, die als Kathedrale des Bistums diente.